# Ibaloi
De Ibaloi is een inheemse bevolkingsgroep in de provincie Benguet op het Filipijnse eiland Luzon. De Ibaloi hebben een eigen taal. 

## Mummies
Voor de Spaanse kolonisatie balsemden de Ibaloi hun overleden stamleiders door de lichamen met kruiden in te smeren en gedurende weken of maanden boven een smeulend vuur te drogen. Na afloop werd tabaksrook in de mand geblazen en werd het lichaam opnieuw met kruiden ingesmeerd. Vervolgens werd het lichaam in een foetushouding in een ovalen kist gelegd en zo in een grot geplaatst. De mummies van Kabayan werden uitgeroepen tot Filipijns nationaal erfgoed.